# 왕쯔젠
왕쯔젠(중국어: 王自健, 병음: Wáng Zìjiàn, 한자음: 왕자건, 1984년 3월 28일 ~ )은 중국의 배우이다.

## 출연작

### 드라마
- 2013년 동방 위성 텔레비전 동방극장 《두납납지사수연화》 - 자오동핑 역
- 2014년 장쑤 위성 텔레비전 행복극장 《이혼률사》 - 이혼 진행자 역
- 2020년 동방 위성 텔레비전 동방극장 《안가 : Selling Dream》 - 왕쯔젠 역
- 2020년 동방 위성 텔레비전 동방극장 《겨우, 서른》 - 장쯔 역
- 2020년 동방 위성 텔레비전 동방극장 《재일기》 - 안지원 역
- 2021년 후난위성텔레비전 금응독파극장 《광망》 - 찰리 역
- 2022년 CCTV-1 제일특약극장 《초월》 - 왕쯔라이 역
- 2022년 동방 위성 텔레비전 동방극장 《환희의 찬가》 - 쑹팅팅 역
- 2022년 아이치이 웹드라마 《아적반파남우 : 나의 빌런 남친》 - 전시엔즈 역